# セント・アンドルーズ
セントアンドリュース（St Andrews）は、スコットランドのファイフにある、北海に面する町。ゴルフの発祥の地として知られる。名前は聖アンデレにちなんで命名された。
ゴルフの権威であるR&Aゴルフクラブ（The Royal and Ancient Golf Club of St Andrews）と美しいゴルフコースのセントアンドリュース・リンクスがあるため、セントアンドリュースは「ゴルフの聖地」と呼ばれている。
5年に1度、四大メジャーで最古の歴史を誇るゴルフ大会・全英オープンがセントアンドリュース・リンクスのうちの最も由緒ある「オールド・コース」（Old Course）を舞台に開かれている（テレビ中継では聖地と呼ばれる）。また、スコットランド最古の大学であるセントアンドリュース大学が置かれている。

## 歴史
ピクト人の本拠地がおそらくセントアンドリュースの場所にあったという。言い伝えによると、ケンノウェイの守護聖人ケネスによってここに6世紀にカルディー修道院が建てられた。その場所は747年まで同時期の記録中に実際に証明されていなかった。アイルランドの年代記がセリングモナイドの聖職者チュアタランの死を記録してあったことから判明した。聖母に捧げられた小さな教会が1860年にKirkheughで発見された。
12世紀と13世紀、キルリーモントという名かまたはマックロスという名の定住が行われた。別の言い伝えでは、アカイアのパトラス司教聖レグルス（またはリアゲイル）が聖アンデレの聖遺物を携えてここへやってきたという。ピクト人の王アンガス・マクファーガスはレグルスにボアーズ・ライクという広い土地を与えた。そこは現在のボアヒル近郊であるといい、その名が変わってセントアンドリュースとなった。
908年にピクト人とスコットランド教会が1つになり、セントアンドリュースは9世紀に司教座の町となった。司教座の首位はダンケルドから移されたもので、セントアンドリュース司教はすなわち高位司教で知られた。15世紀半ばには大司教座に昇格した。町は1124年にロイヤル・バラ（Royal Burgh）となった。
16世紀、フォース湾北部の重要港の一つの働きをし、伝えられるところによれば14,000人の人口があった。しかし暴力的なスコットランド宗教改革とイングランド内戦の後、町は破壊された。ダニエル・デフォーは家々が荒廃し、港が海に浸食され二度と修繕されなかったとのべている。しかしわずかに交易が改良されていった。

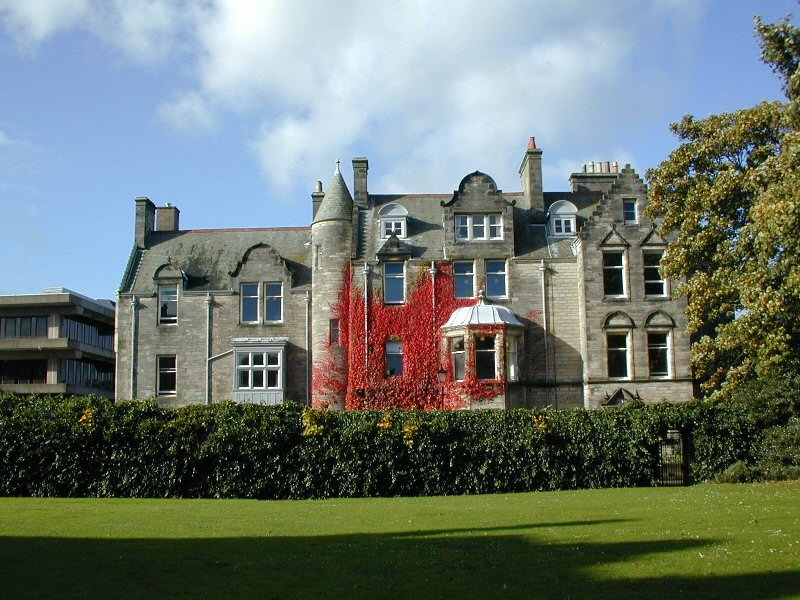
セントアンドリュース大学

19世紀後半になってもまだ町は荒廃していた。セントアンドリュース大学で教師たちは不満をこぼし、パースかダンフリーズへ移ったらどうかと熟考した。1960年代に入り、町はセントアンドリュース大学の成長とゴルフ人気の高まりから生き返った。

## 気候
セントアンドリュースは海洋性気候の特徴を持ち、北緯56度という高緯度にありながら割合に温暖である。冬期は、同じ緯度にあるモスクワやラブラドール半島ほど寒くはならない。日中の気温はまれに氷点下まで下がるが平均は4℃前後である。夜間の凍結はあまりない。冬期の歴代最低気温記録は-14℃であるが、これは例外である。夏の気温は普通穏やかで、最高25度を超えることはまれである。
スコットランド東岸に位置することから、ハールと呼ばれる北海から生じる濃霧が課題となる。

## 建築物

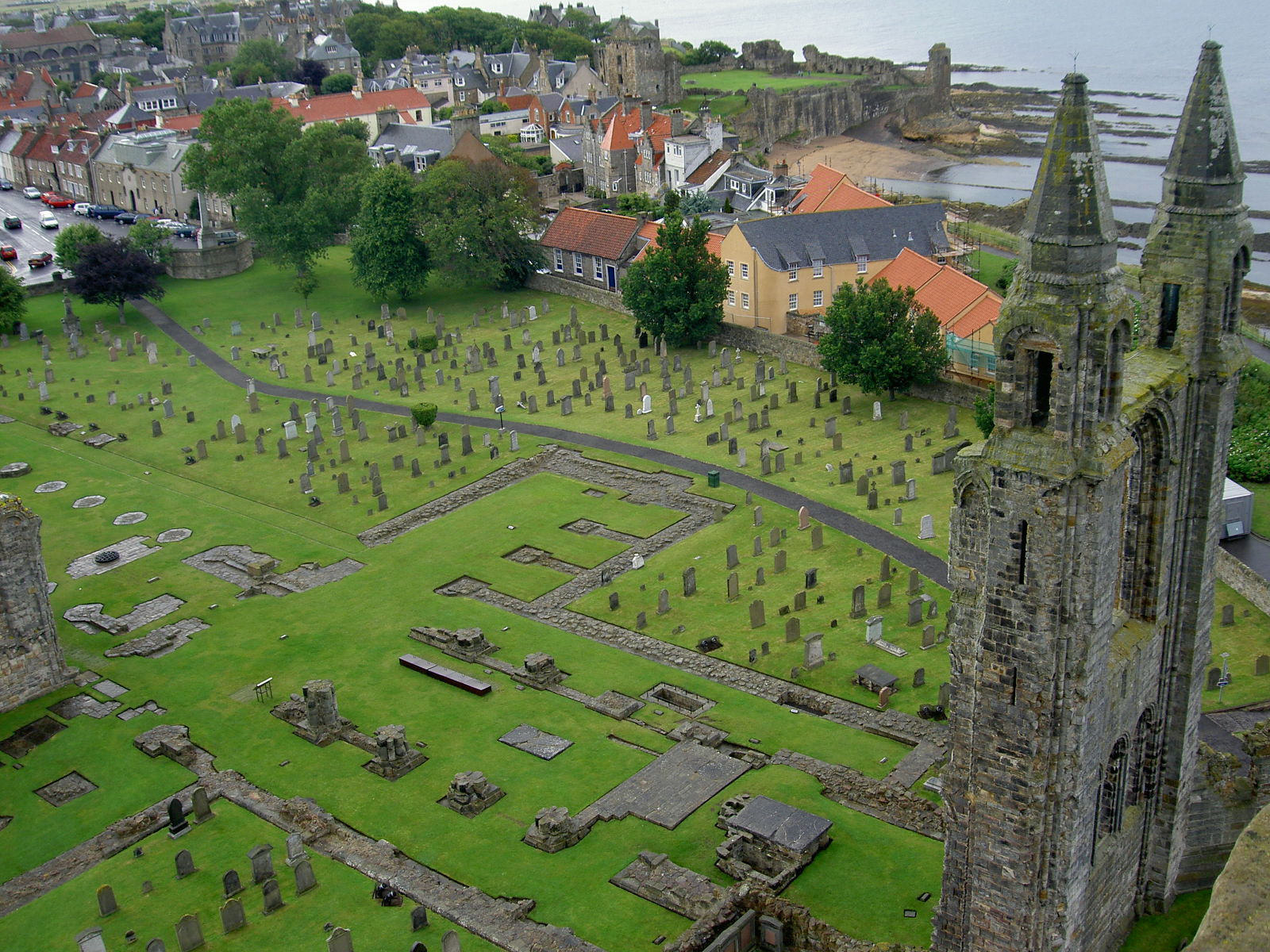
聖堂の廃墟

### 聖堂
現在は廃墟となっているセントアンドリュース聖堂は、一時はスコットランド最大の建物で、司教ロバートによってカノンズ小修道院として建てられたのが前身である。14世紀初めのロバート1世支配下の1318年に完成した。スコットランドにおけるカトリックの中心的立場にあったために、聖堂と修道院の建物群は、1559年の宗教改革後に略奪にあい、廃墟と化した。17世紀終わり頃、小修道院の建物は全体が残っており、その他も残っていると見なされていたが、ほぼ全ての痕跡は小修道院の防御用壁、塔と門を除き失われた。聖堂の西側に、聖堂境内に入る14世紀の主要門が残っている。

### セント・ルールズ・タワー

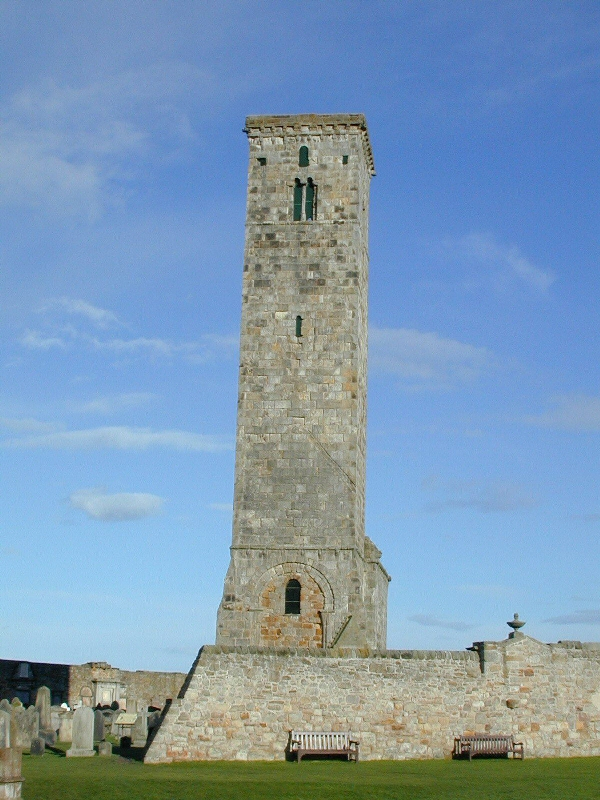
St Rule's Tower

セント・ルールズ・タワー (St Rule's Tower) は聖堂に近接して建つ。聖堂の一部として12世紀初頭に建てられたとみられる。その頂上からは、セントアンドリュースの市街の素晴らしい眺めが楽しめる。

### 城
セントアンドリュース城は現在廃墟となっており、海に浸食された岩だらけの岬の上にある。ロジャー司教は13世紀初め、司教の住居として強固に要塞化した最初の石造りの城を立てた。イングランドから侵攻した軍にしばしば占領され、1336年にスコットランド摂政を務めていた アンドルー・マレーによって再度取り替えされ、彼は二度と敵の手に城が落ちぬよう破壊を命じた。トレイル司教の代に南と西の堀がめぐらされ、その中にどっしりとした建物が再建された。ジェームズ1世は幼年時代をウォードロー司教のもとでこの城で暮らし、1445年にジェームズ3世はこの城で誕生した。  城の窓から、ビートン枢機卿は、醜聞の罪で1546年にプロテスタント改革者ジョージ・ウィシャートが火炙りにされるのを目撃し、同年にビートンはプロテスタント改革者の一派に城内で殺害された。

### ホリー・トリニティー教会
1112年、町の教会としてホリー・トリニティー教会がサーゴット司教によって創建された。最初はセント・アンドリューズ聖堂の東の終わりに建っていたが、のちに教区教会として15世紀にサウス・ストリートの東側へ移った。スコットランドのプロテスタント聖職者ジョン・ノックスが、1547年に初めて公の場で説教をおこなった場所である。現在はスコットランド教会に属する長老派教会である。

### ブラックフライアーズ礼拝堂
サウス・ストリートには、中世後半に立てられた美しい礼拝堂の、北側交差廊の廃墟が残る。1274年、ドミニコ会派の礼拝堂として立てられた。
1450年頃建てられたというフランチェスコ会派の建物は失われてしまっている。